# 박홍주
박홍주(1983년 9월 3일 ~)는 대한민국의 트로트 가수, 뮤지컬 배우다. 2005년 뮤지컬 '토요일 밤의 열기'로 데뷔했다.

## 방송
- 모디션 (2019) - Top6
- 트로트의 민족 (2020) - Top15(13위)
- 콘테스트M (2020) - 동상(5위)

## 음반
- 너라면OK (2019)
- 너라면OK (뽕프라노.ver) (2020)
- 날 봐라바라바라봐 (2020)
- 트로트의 민족 1라운드 베스트 Part.1 (2020)
- 트로트의 민족 2라운드 베스트 part.1 (2020)

### 토파즈
- Sixth Sense (2009)

## 뮤지컬
- 더 라이프 (2009)
- 진짜진짜 좋아해 (2009)
- 파이브코스러브 (2008)
- 돌아온 고교얄개 (2008)
- 미스터 마우스 (2007)
- 해어화 (2007)
- 폴 인 러브 (2006)
- 겨울연가 (2006)
- 사랑은 비를 타고 (2006)
- 아가씨와 건달들 (2006)
- 토요일 밤의 열기 (2005)